# Guadalupe Villa Cárdenas
Guadalupe Villa Cárdenas är en ort i Mexiko.   Den ligger i kommunen Irapuato och delstaten Guanajuato, i den centrala delen av landet, 280 km nordväst om huvudstaden Mexico City. Guadalupe Villa Cárdenas ligger 1 761 meter över havet och antalet invånare är 931.
Terrängen runt Guadalupe Villa Cárdenas är en högslätt. Runt Guadalupe Villa Cárdenas är det tätbefolkat, med 790 invånare per kvadratkilometer. Närmaste större samhälle är Irapuato, 17,6 km söder om Guadalupe Villa Cárdenas. Trakten runt Guadalupe Villa Cárdenas består till största delen av jordbruksmark.